# Joséphine Chevry
Joséphine Chevry, conocida como Joséphine o José (Étampes, 1936), es una escultora  y escenógrafa francesa. Ganadora del Premio de Roma en 1966.

## Datos biográficos
Alumna en la École Nationale Supérieure des Beaux-Arts, donde fue alumna de Marcel Gimond, y de Henri-Georges Adam.
Primer segundo Premio de Roma en el año 1964 , por detrás de Louis Lutz , con la obra titulada El viento (Le Vent), obtuvo el Primer Premio de Roma de escultura en 1966 con la escultura La Création. Sin embargo no aparece como pensionisda de la Villa Médici, por lo que aunque ganadora del premio no pudo trasladarse a Roma.
Ese mismo año del concurso ya está trabajando en las esculturas para la película Les Aventuriers, del director Robert Enrico, presentada en 1967.
Trabaja con su equipo llamado Atelier 13
Sus primeras obras están realizadas en hormigón, que le permite dar solidez a formas muy fluidas.
También ha colaborado con distintos arquitectos, entre  ellos  Jean Balladur, interviniendo en espacios urbanos y paisajes.
En 2007 participó en el curso de formación: Structuration d'un établissement d'enseignements artistiques, organizado por ADIAM 94 en Charenton-le-Pont

## Obras
Entre las mejores y más conocidas obras de Joséphine Chevry se incluyen las siguientes:
- La Création,[1] escultura bulto redondo en yeso[7]

- escultura en la playa de la La Grande-Motte , hecha con elementos prefabricados de hormigón evento artístico que sirve para reforzar la duna Point Zero[8]

- Muros en Puy-Saint-Vincent[9]
- Con Atelier 13 y  Engel Boude en 2002  creación de los espacios para el forum de la CFDT[5]

## website
http://josephinechevry.blogspot.com/